# Graeme Sharp
‎
Graeme Marshall Sharp, škotski nogometaš in trener, * 16. oktober 1960, Cardowan, Glasgow, Škotska.
Sharp je v svoji aktivni nogometni karieri igral za: Dumbarton (?-1980), Everton (1980-1991), Oldham Athletic (1991-1994). Med letoma 1997 in 1998 je bil trener Bangor Cityja.
Za škotsko nogometno reprezentanco je odigral 12 tekem, od tega eno na Svetovnem prvenstvu v nogometu leta 1986.